# 1278
| [ Edytuj tabelę ]                          |                                                             |
| Książę Małopolski                          | - 1243 Bolesław V Wstydliwy 1279                            |
| Książę Wielkopolski                        | - 1239 Bolesław Pobożny 1279 - 1273 Przemysł II 1296        |
| Król Albanii                               | - 1272 Karol I 1285                                         |
| Współksiążęta Andory                       | - 1278 Pere d'Urg 1293 - 1278 Roger Bernard I 1302          |
| Król Angkoru                               | - 1244 Dżajawarman VIII 1295                                |
| Król Anglii                                | - 1272 Edward I 1307                                        |
| Król Aragonii i Walencji, hrabia Barcelony | - 1276 Piotr III Wielki 1285                                |
| Margrabia Brandenburgii                    | - 1267 Konrad 1304 - 1267 Jan II 1281 - 1267 Otto IV 1308   |
| Książę Burgundii                           | - 1272 Robert II 1306                                       |
| Książę Dolnej Bawarii                      | - 1253 Henryk XIII 1290                                     |
| Książę Górnej Bawarii                      | - 1253 Ludwik II 1294                                       |
| Cesarz Bizancjum                           | - 1261 Michał VIII Paleolog 1282                            |
| Car Bułgarii                               | - 1277 Iwajło 1279                                          |
| Cesarz Chin                                | - 1276 Song Duanzong 1278 - 1278 Song Bing 1279             |
| Król Cypru                                 | - 1267 Hugo III 1284                                        |
| Król Czech                                 | - 1253 Przemysł Ottokar II 1278 - 1278 Wacław II 1305       |
| Król Danii                                 | - 1259 Eryk Glipping 1286                                   |
| Władca Egiptu                              | - 1277 Baraka Chan 1279                                     |
| Cesarz Etiopii                             | - 1270 Jykuno Amlak 1285                                    |
| Król Francji                               | - 1270 Filip III Śmiały 1285                                |
| Król Gruzji                                | - 1271 Dymitr II Ofiarny 1289                               |
| Hrabia Holandii                            | - 1256 Floris V 1296                                        |
| Cesarz Japonii                             | - 1274 Go-Uda 1287                                          |
| Kalif                                      | - 1262 Al-Hakim bi-Amr Allah 1302                           |
| Król Kastylii i Leónu                      | - 1252 Alfons X Mądry 1284                                  |
| Patriarcha Konstantynopola                 | - 1275 Jan XI Bekkos 1289                                   |
| Władca Korei                               | - 1274 Ch’ungnyŏl 1308                                      |
| Wielki książę litewski                     | - 1269 Trojden 1282                                         |
| Sułtan Maroka                              | - 1259 Abu Jusuf Jakub 1286                                 |
| Król Nawarry                               | - 1274 Joanna I z Nawarry 1284                              |
| Król Norwegii                              | - 1263 Magnus VI Prawodawca 1280                            |
| Hrabia Palatynatu                          | - 1253 Ludwik II Bawarski 1294                              |
| Papież                                     | - 1277 Mikołaj III 1280                                     |
| Król Portugalii                            | - 1248 Alfons III 1279                                      |
| Sułtan Rumu                                | - 1265 Kaj Chusrau III 1282                                 |
| Książę Rusi halickiej                      | - 1270 Lew I 1300                                           |
| Cesarz Rzymski (niemiecki)                 | - 1257 Alfons z Kastylii 1284 - 1273 Rudolf I Habsburg 1291 |
| Książę Saksonii                            | - 1260 Albrecht II 1298                                     |
| Król Serbii                                | - 1276 Stefan Dragutin 1282                                 |
| Król Singasari                             | - 1268 Kertanagara 1292                                     |
| Król Szkocji                               | - 1249 Aleksander III 1286                                  |
| Król Szwecji                               | - 1275 Magnus I Birgersson Ladulås 1290                     |
| Doża Wenecji                               | - 1275 Jacopo Contarini 1280                                |
| Król Węgier                                | - 1272 Władysław IV Kumańczyk 1290                          |
| Wielki mistrz zakonu krzyżackiego          | - 1273 Hartmann von Heldrungen 1282                         |

Rok 1278 / MCCLXXVIII
stulecia: XII wiek ~
XIII wiek ~
XIV wiek

lata: 1268 «
1273 «
1274 «
1275 «
1276 «
1277 «
1278
» 1279
» 1280
» 1281
» 1282
» 1283
» 1288

## Wydarzenia w Polsce
- Henryk IV Prawy otrzymał od króla Rudolfa I w dożywocie ziemię kłodzką jako rekompensatę za odsunięcie od opieki nad synem Przemysława Ottokara II, Wacławem II.
- Maszewo otrzymało prawa miejskie.

## Wydarzenia na świecie
- 10 stycznia – II wojna askańska: miała miejsce bitwa pod Frohse.
- 26 sierpnia – bitwa pod Suchymi Krutami, koniec prosperity czeskich Przemyślidów i zwycięstwo Rudolfa I Habsburga.

## Zmarli
- 4 czerwca – Ibn Mujassar, egipski historyk (ur. 1231)
- krótko po 22 czerwca – Marcin z Opawy, polski duchowny katolicki, arcybiskup gnieźnieński (ur. pomiędzy 1215, a 1220)
- 26 sierpnia – Przemysł Ottokar II, król Czech, poległ w bitwie pod Suchymi Krutami (ur. ok. 1233)
- 13 lub 14 listopada – Barnim I Dobry, książę szczeciński z dynastii Gryfitów (ur. ok. 1210)
- 26 grudnia – Bolesław II Rogatka, książę śląski, potem legnicki (ur. między 1220 a 1225)